# Бочолето
Бочолѐто (на италиански: Boccioleto; на пиемонтски: Bucioleit, Бучолейт) е село и община в Северна Италия, провинция Верчели, регион Пиемонт. Разположено е на 667 m надморска височина. Населението на общината е 211 души (към 2013 г.).